# Đorđe Filipović
Đorđe Filipović (1983) è un ex pallanuotista rumeno, di ruolo attaccante.

## Carriera
Con la calottina del Partizan conquista una Coppa e un campionato serbo-montenegrino; con il Cattaro vince una Coppa LEN, allo  Jadran H.N. un campionato montenegrino, al Radnicki vince una seconda Coppa LEN, competizione in cui raggiunge anche una terza finale con la Sport Management, mentre alla Steaua Bucarest vince tre campionati e due coppe rumene.
Terminata la carriera è diventato assistente allenatore al Novi Beograd e in seguito allenatore dello Steaua Bucarest.